# Правдинка
Пра́вдинка (рос. Правдинка) — селище у складі Маріїнського округу Кемеровської області, Росія.

## Населення
Населення — 128 осіб (2010; 209 у 2002).
Національний склад (станом на 2002 рік):
- росіяни — 98 %